# 소리 없는 비명
《소리 없는 비명》(The Silent Scream)은 1984년에 제작된 낙태 반대 교육 영화이다. 낙태가 진행 중인 자궁 내부를 초음파로 보여주는 것이 내용이다. 이때 태아가 마치 고통에 반응하는 것처럼 보인다. 이 영상물은 낙태 반대 단체들의 선전 도구로 인기가 높으나, 의학계에서는 비판받고 있다. 산부인과 의사 Bernard N. Nathanson 이 내레이터이자 의학 전문가 역을 맡았다.

## 학계의 비판
의학계는 대부분 이 영화에 대해 호도적이며 기만적이라고 비판적인 입장을 취했다. 시카고 마운트시나이 의학센터 산부인과 및 부인과 교수 Richard Berkowitz는 이 영화가 "사실을 호도하고 있으며 불공정하다"고 했다. 예일 대학교 의과대학의 John Hobbins는 영화가 특수효과를 사용하고 있는 것이 기만적이며, "기술적 사기행위"라고 했다. 그는 영화에 삽입된 초음파 영상이 처음에는 느리게 재생되다가 수술 도구가 삽입되는 순간부터 고속재생시킴으로써 "태아가 위협을 느끼고 움직이는 것"처럼 보이게 하려 했음을 지적했다. Hobbins는 소위 "비명"이라는 것에 대해서도 "태아는 대부분의 시간 동안 입을 벌린 채 지낸다"면서 문제의 "비명"은 사실 하품일 것이라고 말한다. 또한 흐릿한 초음파 영상 속에서 "입"으로 보이는 부분도 사실 태아의 뺨과 가슴 사이의 공간인 것으로 확인하였다.
태아 발달 전문가들은 영화에 등장한 Nathanson의 주장과 달리, 태아는 위험을 인식하거나 의도적인 운동을 할 능력이 없다고 말한다. 존스 홉킨스 의과대학의 신경생물학자 David Bodian은 12주 된 태아가 고통을 느낄 수 있는지 그 증거는 없으며, 다만 수술도구가 삽입됨으로 인한 반사운동일 수 있다고 말한다. 영화에서 사용된 초음파 영상과 태아 모형 역시 사람을 호도하기 위해 완전히 자란 아기 크기처럼 보이게 했다. 하지만 실제로는 12주짜리 태아의 크기는 2인치에 불과하다.